# Simon Armstrong
Simon Armstrong (Llanelli, 31 maggio 1966) è un attore britannico.

## Biografia
Nato a Llanelli nel Galles, Armstrong esordisce in televisione verso la fine degli anni novanta prendendo parte ad alcuni episodi di Casualty. Inizia così a dividersi tra il cinema e la televisione, ricoprendo ruoli secondari in film come The Edge of Love (2008), We Want Sex (2010) e Resistance (2011), e in produzioni televisive come L'ispettore Barnaby, Doctors, Holby City e Crash.
Nel 2012 è nel cast del film d'azione poliziesco olandese Black Out e nel dramma britannico In the Dark Half. Quello stesso anno entra nel cast della seconda stagione delle serie HBO Il Trono di Spade (Game of Thrones) nel ruolo di Qhorin il Monco, ranger dei Guardiani della notte.
L'anno successivo interpreta due personaggi ricorrenti in Da Vinci's Demons e Coronation Street: Scarpa e Mr. Peakman rispettivamente. Nel 2014 è nel cast di Vikings: The Berserkers. Nel 2015 è tra i personaggi principali di The Interceptor, nel ruolo dell'ispettore capo Stannard.
Armstrong affianca alla sua attività cinematografica e televisiva una prolifica attività teatrale.

## Filmografia

### Cinema
- The Last Hangman, regia di Adrian Shergold (2005)
- The Edge of Love, regia di John Maybury (2008)
- We Want Sex (Made in Dagenham), regia di Nigel Cole (2010)
- Killer Elite, regia di Gary McKendry (2011)
- Resistance, regia di Amit Gupta (2011)
- Black Out, regia di Arne Toonen (2012)
- In the Dark Half, regia di Alastair Siddons (2012)
- Viking: The Berserkers, regia di Antony Smith (2014)
- Long Forgotten Fields, regia di Jon Stanford (2016)
- King Arthur: Excalibur Rising, regia di Antony Smith (2017)
- Crowhurst, regia di Simon Rumley (2017)
- Remi, regia di Antoine Blossier (2018)

### Televisione
- The Sherman Plays – serie TV, 1 episodio (1996)
- Casualty – serie TV, 8 episodi (1998-2000)
- Great Escape: The Untold Story – documentario (2001)
- L'ispettore Barnaby (Midsomer Murders) – serie TV, 1 episodio (2005)
- Doctors – serie TV, 8 episodi (2005-2016)
- Empathy – film TV (2007)
- Holby City – serie TV, 1 episodio (2009)
- Crash – serie TV, 1 episodio (2009)
- Il Trono di Spade (Game of Thrones) – serie TV, stagione 2, 4 episodi (2012)
- The Fear – miniserie TV, 3 episodi (2012)
- M.I. High - Scuola di spie (M.I. High) – serie TV, 1 episodio (2013)
- Da Vinci's Demons – serie TV, 3 episodi (2013)
- Life of Crime – miniserie TV, 1 episodio (2013)
- Coronation Street – serie TV, 8 episodi (2013)
- L'amore e la vita - Call the Midwife (Call the Midwife) – serie TV, 1 episodio (2013)
- The Suspicions of Mr Whicher: Beyond the Pale – film TV (2014)
- The Interceptor – serie TV, 5 episodi (2015)
- The Coroner – serie TV, 1 episodio (2015)
- The Hollow Crown – serie TV, 1 episodio (2016)
- The Crown  – serie TV, 1 episodio (2019)
- The Cure  – film TV (2019)
- Roald & Beatrix - Un incontro magico (Roald & Beatrix: The Tail of the Curious Mouse) – film TV (2020)
- The Pembrokeshire Murders  – serie TV, 2 episodi (2021)

## Doppiatori italiani
Nelle versioni in italiano delle opere in cui ha recitato, Simon Armstrong è stato doppiato da:
- Diego Reggente ne Il Trono di Spade
- Angelo Maggi in Remi
- Antonio Palumbo in Killer Elite
- Toni Garrani in Roald & Beatrix - Un incontro magico